# Martin Blumenau

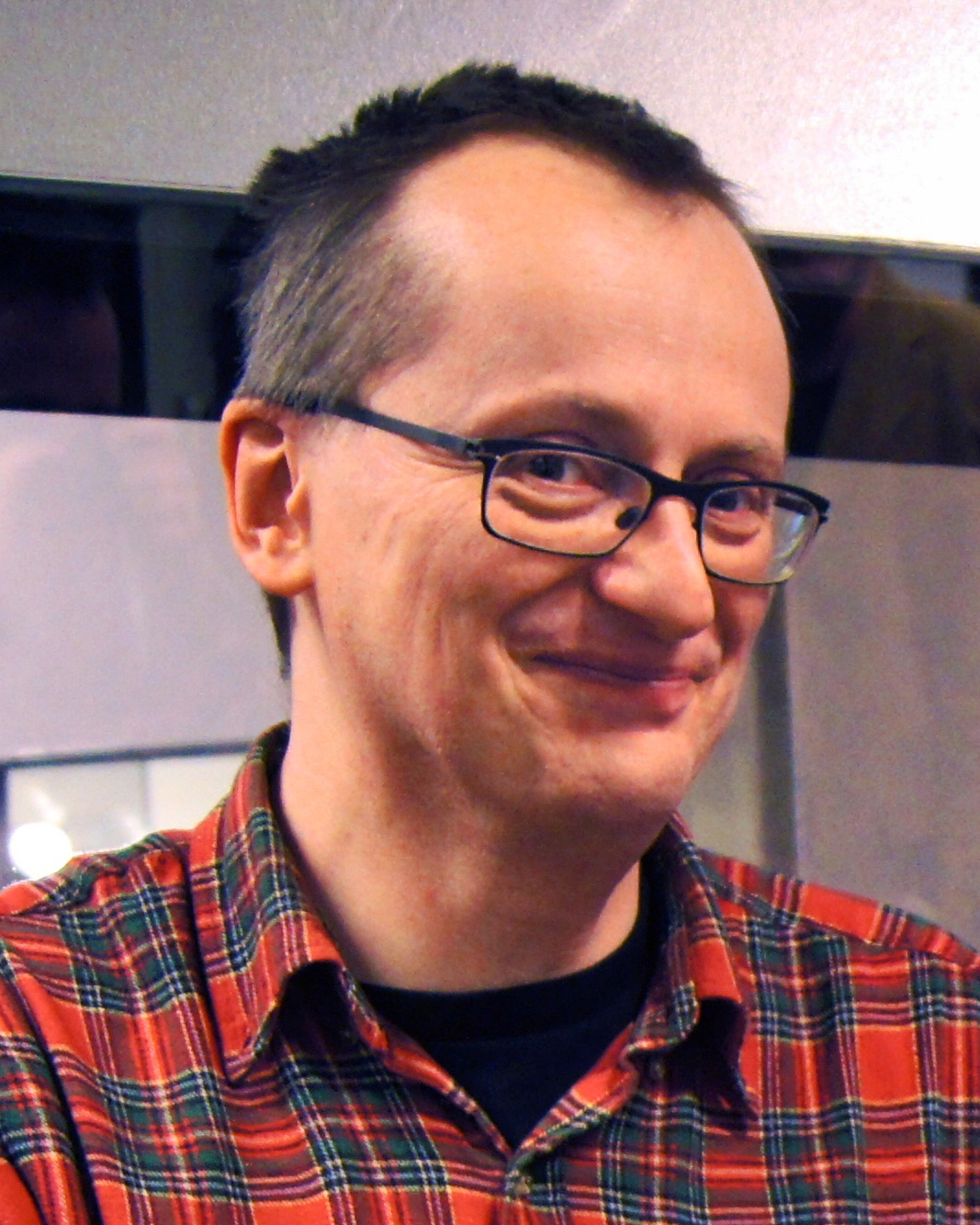
Martin Blumenau (2011)

Martin Blumenau (* 5. November 1960 in Wien; † 30. Juli 2021 ebenda) war ein österreichischer Journalist und Hörfunkmoderator. Er war einer der Gründer des ORF-Hörfunkprogramms FM4.

## Leben
Ab 1981 war Blumenau journalistisch tätig, zuerst bei diversen Jugend- und Musikzeitschriften (wie etc. – Magazin für Jugendkultur), später als Redakteur bei Kurier und AZ. 1983 begann er seine Tätigkeit beim Hörfunksender Ö3. Hier arbeitete er für die Sendungen Die Musicbox, Treffpunkt, Radiothek und Nachtexpress, aber auch für Ö1-Sendungen wie Diagonal. Ab 1992 war er verantwortlicher Redakteur der Sendung ZickZack.
Gemeinsam mit Angelika Lang und Mischa Zickler schuf er 1994 das Konzept für den neu gegründeten Jugendradiosender FM4 des ORF, wo er unter anderem die Musikwunschsendungen Zimmerservice und Bonustrack moderierte. In der Folge war er ebendort als Redakteur und Producer mit spezieller Verantwortlichkeit für Pressearbeit, Langzeitplanung und Positionspapiere tätig. Ab der Umstellung von FM4 auf 24-Stunden-Betrieb im Jahre 2000 war er offiziell als Leiter T&C (Traffic & Continuity) verantwortlich für interne Kommunikation und Koordination sowie Strategie und Hörerservice bei FM4. Ab 2004 fungierte Blumenau als Juror beim Protestsongcontest. Er starb Ende Juli 2021 nach kurzer schwerer Krankheit im Alter von 60 Jahren in Wien.

## Sendungen
Öffentlich in Erscheinung trat Blumenau als Moderator der FM4-Sendungen Zimmerservice (Musikwunschsendung, Sonntag abends; seit Jänner 1995) und Bonustrack (zu Beginn eine Phone-in-Sendung, dann mehr als „Talkradio“ konzipiert, Mittwoch nachts; als Talkbox im Sommer 1997 auch im Fernsehprogramm des ORF zu sehen). Darüber hinaus gab es bis einschließlich 2016 jährlich wiederkehrend zu Weihnachten am Heiligen Abend Weihnachten mit einem Freund, eben Blumenau, eine mehrstündige Phone-in-Sendung, betitelt in Anspielung an die zuvor ausgestrahlten Weihnachten ohne Freunde mit Stermann und Grissemann.

## Rezeption
Blumenaus teils kontroverser, eigenwilliger Moderationsstil führte zu gelegentlicher Polarisierung unter den FM4-Hörern. Er schniefte und räusperte sich etwa absichtlich ins Mikrofon. Männlichen Anrufern begegnete er oft deutlich unhöflicher und schroffer als weiblichen, mit denen er ein harmonisches Gespräch suchte. Dem oft von Anrufern bei Bonustrack angesprochenen Thema Marihuana begegnete er besonders adversarial und betonte die negativen Folgen regelmäßigen Konsums. Insgesamt spielte er seine durch seinen Altersvorsprung bedingte intellektuelle Überlegenheit offensiv aus und stellte seine jugendlichen Anrufer gern als unterlegen dar. Besonders seine kritische Einstellung zu unhinterfragt aus den Medien übernommenen Meinungsbildern wurde mitunter auch als Missmut gegenüber den Hörern verstanden. Die Satiriker Stermann und Grissemann überspitzten dieses Bild von Blumenau ihrerseits gerne in ihren Beiträgen, wie den „FM4-Tagebüchern“, indem sie „Chefcontroller Blumenau“ als ungerechten, tyrannischen Herrscher über die FM4-Redaktion darstellten. Auch innerhalb der österreichischen Musikszene war Blumenaus als aggressiv oder arrogant empfundener Diskussionsstil Gegenstand von Disputen. Mit dem Wiener Musikjournalisten Karl Fluch (Der Standard) kam es im Jänner 2009 zu einem öffentlich ausgetragenen Streit, nachdem Blumenau in seinem Blog die „niemals enden wollende Talsohle heimischer Pop-Rezensionskultur“ kritisiert hatte. Fluch reagierte darauf, indem er den Blog als „Spielzeug einer egomanischen Ich-Maschine“ bewertete und Blumenau unter anderem Niederträchtigkeit vorwarf.
Geschätzt wurde er, weil er FM4 nicht nur als Pop- und Jugendradio konzipierte, sondern zu einem Diskursort machte, wo über Popkultur und gesellschaftliche Themen darüber hinaus diskutiert wurde, auch mit dem Publikum.
ORF-Radiodirektorin und FM4-Leiterin Monika Eigensperger hob seinen wachen Geist, seine kritische Haltung und seinen alles hinterfragenden Scharfsinn hervor.